# Lisa Raymondová
Lisa Raymondová (* 10. srpna 1973 Norristown, Pensylvánie) je bývalá americká profesionální tenistka, specialistka na čtyřhra a bývalá deblová světová jednička, když byla poprvé na této pozici klasifikována 12. června 2000, držitelka šesti grandslamových titulů v ženské čtyřhře a čtyř ve smíšené čtyřhře.
Na žebříčku WTA byla nejvýše klasifikována ve dvouhře v říjnu 2007 na 15. místě a ve čtyřhře v červnu 2000 na 1. místě. Čtyřikrát také vyhrála čtyřhru na Turnaji mistryň.
Na okruhu WTA získala čtyři tituly ve dvouhře a sedmdesát devět ve čtyřhře.

## Tenisová kariéra

### 2011
V evropské antukové části sezóny 2011 hrála s Němkou Julií Görgesovou. Na French Open již nastoupila se stabilní partnerkou Liezel Huberovou. Na turnaji došly do semifinále a ve Wimbledonu zaznamenaly čtvrtfinálovou účast.
První dvě finále sezóny spolu s Huberovou prohrály, a to na AEGON International s Peschkeovou a Srebotnikovou 6–3, 6–0 a poté na Bank of the West Classic nestačily na Azarenkovou s Kirilenkovou 6–1, 6–3. První jejich společný titul přišel na Canada Masters, a to po finále bez boje, když Azarenková a Kirilenková odstoupily. V září získaly grandslamový titul na US Open po finálové výhře nad obhájkyněmi titulu Vaniou Kingovou a Jaroslavou Švedovovou 4–6, 7–6(7–5), 7–6(7–3). Třetí titul si připsaly na japonském Toray Pan Pacific Open, když v boji o titul zdolaly pár Dulková a Pennettaová až v supertiebreaku třetího setu 7–6(7–4), 0–6, [10–6].
Na závěrečné události sezóny Turnaji mistryň přehrály ve finále Peschkeovou a Srebotnikovou ve dvou sadách.

## Finálová utkání na turnajích Grand Slamu

### Ženská čtyřhra: 13 (6–7)
| stav       | rok  | turnaj          | povrch | spoluhráčka           | soupeřky ve finále                     | výsledek                |
| ---------- | ---- | --------------- | ------ | --------------------- | -------------------------------------- | ----------------------- |
| Finalistka | 1994 | French Open     | antuka | Lindsay Davenportová  | Gigi Fernándezová Nataša Zverevová     | 2–6, 2–6                |
| Finalistka | 1997 | Australian Open | tvrdý  | Lindsay Davenportová  | Martina Hingisová Nataša Zverevová     | 2–6, 2–6                |
| Finalistka | 1997 | French Open     | antuka | Mary Joe Fernándezová | Gigi Fernándezová Nataša Zverevová     | 2–6, 3–6                |
| Vítězka    | 2000 | Australian Open | tvrdý  | Rennae Stubbsová      | Martina Hingisová Mary Pierceová       | 6–4, 5–7, 6–4           |
| Vítězka    | 2001 | Wimbledon       | tráva  | Rennae Stubbsová      | Kim Clijstersová Ai Sugijamová         | 6–4, 6–3                |
| Vítězka    | 2001 | US Open         | tvrdý  | Rennae Stubbsová      | Kimberly Poová Nathalie Tauziatová     | 6–2, 5–7, 7–5           |
| Finalistka | 2002 | French Open     | antuka | Rennae Stubbsová      | Virginia R. Pascualová Paola Suárezová | 4–6, 2–6                |
| Vítězka    | 2005 | US Open (2)     | tvrdý  | Samantha Stosurová    | Jelena Dementěvová Flavia Pennettaová  | 6–2, 5–7, 6–3           |
| Finalistka | 2006 | Australian Open | tvrdý  | Samantha Stosurová    | Jen C’ Čeng Ťie                        | 6–2, 6–7(7–9), 3–6      |
| Vítězka    | 2006 | French Open     | antuka | Samantha Stosurová    | Daniela Hantuchová Ai Sugijamová       | 6–3, 6–2                |
| Finalistka | 2008 | Wimbledon       | tráva  | Samantha Stosurová    | Serena Williamsová Venus Williamsová   | 2–6, 2–6                |
| Finalistka | 2008 | US Open         | tvrdý  | Samantha Stosurová    | Cara Blacková Liezel Huberová          | 3–6, 6–7(6–8)           |
| Vítězka    | 2011 | US Open (3)     | tvrdý  | Liezel Huberová       | Vania Kingová Jaroslava Švedovová      | 4–6, 7–6(7–5), 7–6(7–3) |

### Smíšená čtyřhra: 10 (5–5)
| stav       | rok  | turnaj        | povrch | spoluhráč         | soupeři ve finále                    | výsledek            |
| ---------- | ---- | ------------- | ------ | ----------------- | ------------------------------------ | ------------------- |
| Vítězka    | 1996 | US Open       | tvrdý  | Patrick Galbraith | Manon Bollegrafová Rick Leach        | 7–6(8–6), 7–6(7–4)  |
| Finalistka | 1997 | French Open   | antuka | Patrick Galbraith | Rika Hirakiová Mahesh Bhupathi       | 4–6, 1–6            |
| Finalistka | 1998 | US Open       | tvrdý  | Patrick Galbrait] | Serena Williamsová Max Mirnyj        | 2–6, 2–6            |
| Vítězka    | 1999 | Wimbledon     | tráva  | Leander Paes      | Anna Kurnikovová Jonas Björkman      | 6–4, 3–6, 6–3       |
| Finalistka | 2001 | US Open       | tvrdý  | Leander Paes      | Rennae Stubbsová Todd Woodbridge     | 4–6, 7–5, [9–11]    |
| Vítězka    | 2002 | US Open (2)   | tvrdý  | Mike Bryan        | Katarina Srebotniková Bob Bryan      | 7–6(11–9), 7–6(7–1) |
| Vítězka    | 2003 | French Open   | antuka | Mike Bryan        | Jelena Lichovcevová Mahesh Bhupathi  | 6–3, 6–4            |
| Finalistka | 2010 | Wimbledon     | tráva  | Wesley Moodie     | Cara Blacková Leander Paes           | 4–6, 6–7(5–7)       |
| Vítězka    | 2012 | Wimbledon (2) | tráva  | Mike Bryan        | Jelena Vesninová Leander Paes        | 6–3, 5–7, 6–4       |
| Finalistka | 2013 | Wimbledon     | tráva  | Bruno Soares      | Kristina Mladenovicová Daniel Nestor | 7–5, 2–6, 6–8       |

## Finále na okruhu WTA
| Legenda: před 2009/ po 2009                      |
| ------------------------------------------------ |
| Grand Slam (6–7 Č)                               |
| Turnaj mistryň (4–0 Č)                           |
| Tier I/ Premier Mandatory & Premier 5 (24–13 Č)  |
| Tier II / Premier (0–3 D; 35–17 Č)               |
| Tier III, IV & V / International (4–5 D; 10–6 Č) |

### Dvouhra: 12 (4–8)
| Stav       | Č. | Datum           | Turnaj                     | Povrch  | Soupeřka ve finále     | Výsledek            |
| ---------- | -- | --------------- | -------------------------- | ------- | ---------------------- | ------------------- |
| Finalistka | 1. | 22. května 1994 | Curych, Švýcarsko          | antuka  | Lindsay Davenportová   | 6–7(3–7), 4–6       |
| Finalistka | 2. | 12. února 1995  | Chicago, Spojené státy     | koberec | Magdalena Malejevová   | 5–7, 6–7(2–7)       |
| Finalistka | 3. | 6. srpna 1995   | San Diego, Spojené státy   | tvrdý   | Conchita Martínezová   | 2–6, 0–6            |
| Vítězka    | 1. | [27. října 1996 | Quebec, Kanada             | tvrdý   | Els Callensová         | 6–4, 6–4            |
| Finalistka | 4. | 23. února 1997  | Oklahoma, Spojené státy    | tvrdý   | Lindsay Davenportová   | 4–6, 2–6            |
| Finalistka | 5. | 12. října 1997  | Filderstadt, Německo       | tvrdý   | Martina Hingisová      | 6–4, 6–2            |
| Vítězka    | 2. | 18. června 2000 | Birmingham, Velká Británie | tráva   | Tamarine Tanasugarnová | 6–2, 6–7(7–9), 6–4  |
| Finalistka | 6. | 28. října 2001  | Lucemburk, Lucembursko     | tvrdý   | Kim Clijstersová       | 2–6, 2–6            |
| Vítězka    | 3. | 23. února 2002  | Memphis, Spojené státy     | tvrdý   | Alexandra Stevensonová | 4–6, 6–3, 7–6(11–9) |
| Finalistka | 7. | 15. září 2002   | Havaj, Spojené státy       | tvrdý   | Cara Blacková          | 6–7(1–7), 4–6       |
| Vítězka    | 4. | 22. února 2003  | Memphis, Spojené státy     | tvrdý   | Amanda Coetzerová      | 6–3, 6–2            |
| Finalistka | 8. | 21. února 2004  | Memphis, Spojené státy     | tvrdý   | Věra Zvonarevová       | 6–4, 4–6, 5–7       |

### Čtyřhra: 122 (79–43)
| Stav       | Č.  | Datum             | Turnaj                                     | Povrch    | Spoluhráčka            | Soupeřky ve finále                                             | Výsledek                |
| ---------- | --- | ----------------- | ------------------------------------------ | --------- | ---------------------- | -------------------------------------------------------------- | ----------------------- |
| Vítězka    | 1.  | 26. září 1993     | Tokio, Japonsko                            | tvrdý     | Chanda Rubinová        | Linda Wildová Amanda Coetzerová                                | 6–4, 6–1                |
| Vítězka    | 2.  | 27. únor 1994     | Indian Wells, Spojené státy                | tvrdý     | Lindsay Davenportová   | Helena Suková Manon Bollegrafová                               | 6–2, 6–4                |
| Finalistka | 1.  | 5. června 1994    | French Open, Paříž, Francie                | antuka    | Lindsay Davenportová   | Nataša Zverevová Gigi Fernandezová                             | 6–2, 6–2                |
| Finalistka | 2.  | 14. srpna 1994    | Los Angeles, Spojené státy                 | tvrdý     | Jana Novotná           | Nathalie Tauziatová Julie Halardová–Decugisová                 | 6–1, 0–6, 6–1           |
| Vítězka    | 3.  | 5. březen 1995    | Indian Wells, Spojené státy                | tvrdý     | Lindsay Davenportová   | Larisa Neilandová Arantxa Sánchezová Vicariová                 | 2–6, 6–4, 6–3           |
| Finalistka | 3.  | 5. listopadu 1995 | Québec, Kanada                             | tvrdý     | Rennae Stubbsová       | Manon Bollegrafová Nicole Arendtová                            | 7–66, 4–6, 6–2          |
| Vítězka    | 4.  | 3. listopad 1996  | Chicago, Spojené státy                     | koberec   | Rennae Stubbsová       | Nana Smithová Angela Lettiereová                               | 6–1, 6–1                |
| Vítězka    | 5.  | 17. listopad 1996 | Philadelphia, Spojené státy                | koberec   | Rennae Stubbsová       | Lori McNeilová Nicole Arendtová                                | 6–4, 3–6, 6–3           |
| Finalistka | 4.  | 26. leden 1997    | Australian Open, Melbourne, Austrálie      | tvrdý     | Lindsay Davenportová   | Nataša Zverevová Martina Hingisová                             | 6–2, 6–2                |
| Finalistka | 5.  | 16. březen 1997   | Indian Wells, Spojené státy                | tvrdý     | Nathalie Tauziatová    | Nataša Zverevová Lindsay Davenportová                          | 6–3, 6–2                |
| Finalistka | 6.  | 8. červen 1997    | French Open, Paříž, Francie                | antuka    | Mary Joe Fernándezová  | Nataša Zverevová Gigi Fernandezová                             | 6–2, 6–3                |
| Vítězka    | 6.  | 26. říjen 1997    | Quebec, Kanada                             | tvrdý     | Rennae Stubbsová       | Nathalie Tauziatová Alexandra Fusaiová                         | 6–4, 5–7, 7–5           |
| Vítězka    | 7.  | 16. listopad 1997 | Philadelphia, Spojené státy                | koberec   | Rennae Stubbsová       | Jana Novotná Lindsay Davenportová                              | 6–3, 7–5                |
| Vítězka    | 8.  | 22. únor 1998     | Hannover, Německo                          | koberec   | Rennae Stubbsová       | Caroline Visová Jelena Lichovcevová                            | 6–1, 6–74, 6–3          |
| Finalistka | 7.  | 5. duben 1998     | Hilton Head, Spojené státy                 | antuka    | Rennae Stubbsová       | Patricia Tarabiniová Conchita Martínezová                      | 3–6, 6–4, 6–4           |
| Finalistka | 8.  | 14. červen 1998   | Birmingham, Velká Británie                 | tráva     | Rennae Stubbsová       | Julie Halardová–Decugisová Els Callensová                      | 2–6, 6–4, 6–4           |
| Vítězka    | 9.  | 16. srpen 1998    | Boston, Spojené státy                      | tvrdý     | Rennae Stubbsová       | Mary Joe Fernandezová Mariaan de Swardtová                     | 6–4, 6–4                |
| Finalistka | 9.  | 25. říjen 1998    | Moskva, Rusko                              | koberec   | Rennae Stubbsová       | Nataša Zverevová Mary Pierceová                                | 6–3, 6–4                |
| Vítězka    | 10. | 28. únor 1999     | Oklahoma City, Spojené státy               | tvrdý     | Rennae Stubbsová       | Jessica Stecková Amanda Coetzerová                             | 6–3, 6–4                |
| Finalistka | 10. | 11. duben 1999    | Amelia Island, Spojené státy               | antuka    | Rennae Stubbsová       | Patricia Tarabiniová Conchita Martínezová                      | 7–5, 0–6, 6–4           |
| Finalistka | 11. | 15. srpen 1999    | Los Angeles, Spojené státy                 | tvrdý     | Rennae Stubbsová       | Larisa Neilandová Arantxa Sánchezová Vicariová                 | 6–2, 6–75, 6–0          |
| Vítězka    | 11. | 29. srpen 1999    | New Haven, Spojené státy                   | tvrdý     | Rennae Stubbsová       | Jana Novotná Jelena Lichovcevová                               | 7–61, 6–2               |
| Vítězka    | 12. | 17. říjen 1999    | Curych, Švýcarsko                          | tvrdý     | Rennae Stubbsová       | Nataša Zverevová Nathalie Tauziatová                           | 6–2, 6–2                |
| Vítězka    | 13. | 24. říjen 1999    | Moskva, Rusko                              | koberec   | Rennae Stubbsová       | Anke Huberová Julie Halardová–Decugisová                       | 6–1, 6–0                |
| Vítězka    | 14. | 14. listopad 1999 | Philadelphia, Spojené státy                | koberec   | Rennae Stubbsová       | Sandrine Testudová Chanda Rubinová                             | 6–1, 7–62               |
| Vítězka    | 15. | 30. leden 2000    | Australian Open, Melbourne, Austrálie      | tvrdý     | Rennae Stubbsová       | Mary Pierceová Martina Hingisová                               | 6–4, 5–7, 6–4           |
| Vítězka    | 16. | 21. květen 2000   | Řím, Itálie                                | antuka    | Rennae Stubbsová       | Magüi Sernaová Arantxa Sánchezová Vicariová                    | 6–3, 4–6, 6–2           |
| Vítězka    | 17. | 28. květen 2000   | Madrid, Španělsko                          | antuka    | Rennae Stubbsová       | M. Sánchezová Lorenzová Gala Leónová                           | 6–1, 6–3                |
| Finalistka | 12. | 25. červen 2000   | Eastbourne, Velká Británie                 | tráva     | Rennae Stubbsová       | Nathalie Tauziatová Ai Sugijamaová                             | 2–6, 6–3, 7–63          |
| Vítězka    | 18. | 6. srpen 2000     | San Diego, Spojené státy                   | tvrdý     | Rennae Stubbsová       | Anna Kurnikovová Lindsay Davenportová                          | 4–6, 6–3, 7–66          |
| Finalistka | 13. | 12. listopad 2000 | Philadelphia, Spojené státy                | koberec   | Rennae Stubbsová       | Anna Kurnikovová Martina Hingisová                             | 6–2, 7–5                |
| Finalistka | 14. | 14. leden 2001    | Sydney, Austrálie                          | tvrdý     | Rennae Stubbsová       | Barbara Schettová Anna Kurnikovová                             | 6–2, 7–5                |
| Vítězka    | 19. | 4. únor 2001      | Tokio, Japonsko                            | koberec   | Rennae Stubbsová       | Iroda Tuliaganovová Anna Kurnikovová                           | 7–65, 2–6, 7–66         |
| Vítězka    | 20. | 4. březen 2001    | Scottsdale, Spojené státy                  | tvrdý     | Rennae Stubbsová       | Meghann Shaughnessyová Kim Clijstersová                        | bez boje                |
| Finalistka | 15. | 1. duben 2001     | Miami, Spojené státy                       | tvrdý     | Rennae Stubbsová       | Nathalie Tauziatová Arantxa Sánchezová Vicariová               | 6–0, 6–4                |
| Vítězka    | 21. | 22. duben 2001    | Charleston, Spojené státy                  | antuka    | Rennae Stubbsová       | Paola Suárezová Virginia Ruanová Pascualová                    | 5–7, 7–65, 6–3          |
| Finalistka | 16. | 26. květen 2001   | Madrid, Španělsko                          | antuka    | Rennae Stubbsová       | Paola Suárezová Virginia Ruanová Pascualová                    | 7–5, 2–6, 7–64          |
| Vítězka    | 22. | 23. červen 2001   | Eastbourne, Velká Británie                 | tráva     | Rennae Stubbsová       | Jelena Lichovcevová Cara Blacková                              | 6–2, 6–2                |
| Vítězka    | 23. | 8. červenec 2001  | Wimbledon, Londýn, Velká Británie          | tráva     | Rennae Stubbsová       | Ai Sugijamaová Kim Clijstersová                                | 6–4, 6–3                |
| Vítězka    | 24. | 9. září 2001      | US Open, New York, Spojené státy           | tvrdý     | Rennae Stubbsová       | Nathalie Tauziatová Kimberly Po–Messerliová                    | 6–2, 5–7, 7–5           |
| Vítězka    | 25. | 14. říjen 2001    | Filderstadt, Německo                       | tvrdý     | Lindsay Davenportová   | Meghann Shaughnessyová Justine Heninová                        | 6–4, 6–74, 7–5          |
| Vítězka    | 26. | 21. říjen 2001    | Curych, Švýcarsko                          | tvrdý     | Lindsay Davenportová   | Roberta Vinciová Sandrine Testudová                            | 6–3, 2–6, 6–2           |
| Vítězka    | 27. | 4. listopad 2001  | Turnaj mistryň, Mnichov, Německo           | tvrdý     | Rennae Stubbsová       | Jelena Lichovcevová Cara Blacková                              | 7–5, 3–6, 6–3           |
| Vítězka    | 28. | 13. leden 2002    | Sydney, Austrálie                          | tvrdý     | Rennae Stubbsová       | Anna Kurnikovová Martina Hingisová                             | bez boje                |
| Vítězka    | 29. | 3. únor 2002      | Tokio, Japonsko                            | koberec   | Rennae Stubbsová       | Roberta Vinciová Els Callensová                                | 6–1, 6–1                |
| Vítězka    | 30. | 3. březen 2002    | Scottsdale, Spojené státy                  | tvrdý     | Rennae Stubbsová       | Jelena Lichovcevová Cara Blacková                              | 6–3, 5–7, 7–64          |
| Vítězka    | 31. | 16. březen 2002   | Indian Wells, Spojené státy                | tvrdý     | Rennae Stubbsová       | Janette Husárová Jelena Dementěvová                            | 7–5, 6–0                |
| Vítězka    | 32. | 1. duben 2002     | Miami, Spojené státy                       | tvrdý     | Rennae Stubbsová       | Paola Suárezová Virginia Ruanová Pascualová                    | 7–64 6–74 6–3           |
| Vítězka    | 33. | 21. duben 2002    | Charleston, Spojené státy                  | antuka    | Rennae Stubbsová       | Caroline Visová Alexandra Fusaiová                             | 6–4, 3–6, 7–64          |
| Finalistka | 17. | 9. červen 2002    | French Open, Paříž, Francie                | antuka    | Rennae Stubbsová       | Paola Suárezová Virginia Ruanová Pascualová                    | 6–4, 6–2                |
| Vítězka    | 34. | 22. červen 2002   | Eastbourne, Velká Británie                 | tráva     | Rennae Stubbsová       | Jelena Lichovcevová Cara Blacková                              | 6–75, 7–66, 6–2         |
| Vítězka    | 35. | 28. červenec 2002 | Stanford, Spojené státy                    | tvrdý     | Rennae Stubbsová       | Conchita Martínezová Janette Husárová                          | 6–1, 6–1                |
| Vítězka    | 36. | 13. říjen 2002    | Filderstadt, Německo                       | tvrdý     | Lindsay Davenportová   | Paola Suárezová Meghann Shaughnessyová                         | 6–2, 6–4                |
| Finalistka | 18. | 2. únor 2003      | Tokio, Japonsko                            | koberec   | Lindsay Davenportová   | Rennae Stubbsová Jelena Bovinová                               | 6–3, 6–4                |
| Finalistka | 19. | 2. březen 2003    | Scottsdale, Spojené státy                  | tvrdý     | Lindsay Davenportová   | Ai Sugijamaová Kim Clijstersová                                | 6–1, 6–4                |
| Vítězka    | 37. | 15. březen 2003   | Indian Wells, Spojené státy                | tvrdý     | Lindsay Davenportová   | Ai Sugijamaová Kim Clijstersová                                | 3–6, 6–4, 6–1           |
| Vítězka    | 38. | 20. duben 2003    | Amelia Island, Spojené státy               | antuka    | Lindsay Davenportová   | Paola Suárezová Virginia Ruanová Pascualová                    | 7–5, 6–2                |
| Vítězka    | 39. | 21. červen 2003   | Eastbourne, Velká Británie                 | tráva     | Lindsay Davenportová   | Magüi Sernaová Jennifer Capriatiová                            | 6–3, 6–2                |
| Vítězka    | 40. | 27. červenec 2003 | Stanford, Spojené státy                    | tvrdý     | Cara Blacková          | Francesca Schiavoneová Yoon Jeongová                           | 7–65, 6–1               |
| Finalistka | 20. | 3. srpen 2003     | San Diego, Spojené státy                   | tvrdý     | Lindsay Davenportová   | Ai Sugijamaová Kim Clijstersová                                | 6–4, 7–5                |
| Vítězka    | 41. | 12. říjen 2003    | Filderstadt, Německo                       | tvrdý     | Rennae Stubbsová       | Martina Navrátilová Cara Blacková                              | 6–2, 6–4                |
| Vítězka    | 42. | 2. listopad 2003  | Philadelphia, Spojené státy                | tvrdý     | Martina Navrátilová    | Rennae Stubbsová Cara Blacková                                 | 6–3, 6–4                |
| Finalistka | 21. | 18. duben 2004    | Charleston, Spojené státy                  | antuka    | Martina Navrátilová    | Paola Suárezová Virginia Ruanová Pascualová                    | 6–4, 6–1                |
| Vítězka    | 43. | 22. květen 2004   | Vídeň, Rakousko                            | antuka    | Martina Navrátilová    | Rennae Stubbsová Cara Blacková                                 | 6–2, 7–5                |
| Finalistka | 22. | 28. srpen 2004    | New Haven, Spojené státy                   | tvrdý     | Martina Navrátilová    | Meghann Shaughnessyová Naďa Petrovová                          | 6–1, 1–6, 7–64          |
| Vítězka    | 44. | 7. listopad 2004  | Philadelphia, Spojené státy                | tvrdý     | Alicia Moliková        | Corina Morariuová Liezel Huberová                              | 7–5, 6–4                |
| Finalistka | 23. | 2. duben 2005     | Miami, Spojené státy                       | tvrdý     | Rennae Stubbsová       | Alicia Moliková Světlana Kuzněcovová                           | 7–5, 6–75, 6–2          |
| Vítězka    | 45. | 18. červen 2005   | Eastbourne, Velká Británie                 | tráva     | Rennae Stubbsová       | Věra Zvonarevová Jelena Lichovcevová                           | 6–3, 7–5                |
| Vítězka    | 46. | 27. srpen 2005    | New Haven, Spojené státy                   | tvrdý     | Samantha Stosurová     | Maria Kirilenková Gisela Dulková                               | 6–2 6–76 6–1            |
| Vítězka    | 47. | 10. září 2005     | US Open, New Yok, Spojené státy            | tvrdý     | Samantha Stosurová     | Flavia Pennettová Jelena Dementěvová                           | 6–2, 5–7, 6–3           |
| Vítězka    | 48. | 2. říjen 2005     | Lucemburk, Lucembursko                     | tvrdý     | Samantha Stosurová     | Rennae Stubbsová Cara Blacková                                 | 7–5, 6–1                |
| Vítězka    | 49. | 16. říjen 2005    | Moskva, Rusko                              | koberec   | Samantha Stosurová     | Rennae Stubbsová Cara Blacková                                 | 6–2, 6–4                |
| Finalistka | 24. | 6. listopad 2005  | Philadelphia, Spojené státy                | tvrdý     | Samantha Stosurová     | Rennae Stubbsová Cara Blacková                                 | 6–4, 7–64               |
| Vítězka    | 50. | 13. listopad 2005 | Turnaj mistryň, Los Angeles, Spojené státy | tvrdý     | Samantha Stosurová     | Rennae Stubbsová Cara Blacková                                 | 6–75, 7–5, 6–4          |
| Finalistka | 25. | 28. leden 2006    | Australian Open, Melbourne, Austrálie      | tvrdý     | Samantha Stosurová     | Čeng Ťie Jen C’                                                | 2–6, 7–67, 6–3          |
| Vítězka    | 51. | 5. únor 2006      | Tokio, Japonsko                            | koberec   | Samantha Stosurová     | Rennae Stubbsová Cara Blacková                                 | 6–2, 6–1                |
| Vítězka    | 52. | 25. únor 2006     | Memphis, Spojené státy                     | koberec   | Samantha Stosurová     | Caroline Wozniacká Viktoria Azarenková                         | 7–62, 6–3               |
| Vítězka    | 53. | 18. březen 2006   | Indian Wells, Spojené státy                | tvrdý     | Samantha Stosurová     | Meghann Shaughnessyová Virginia Ruanová Pascualová             | 6–2, 7–5                |
| Vítězka    | 54. | 1. duben 2006     | Miami, Spojené státy                       | tvrdý     | Samantha Stosurová     | Martina Navrátilová Liezel Huberová                            | 6–4, 7–5                |
| Vítězka    | 55. | 16. duben 2006    | Charleston, Spojené státy                  | antuka    | Samantha Stosurová     | Meghann Shaughnessyová Virginia Ruanová Pascualová             | 3–6, 6–1, 6–1           |
| Vítězka    | 56. | 10. červen 2006   | French Open, Paříž, Francie                | antuka    | Samantha Stosurová     | Ai Sugijamaová Daniela Hantuchová                              | 6–3, 6–2                |
| Finalistka | 26. | 26. srpen 2006    | New Haven, Spojené státy                   | tvrdý     | Samantha Stosurová     | Čeng Ťie Jen C’                                                | 6–4, 6–2                |
| Vítězka    | 57. | 8. říjen 2006     | Stuttgart, Německo                         | tvrdý     | Samantha Stosurová     | Rennae Stubbsová Cara Blacková                                 | 6–3, 6–4                |
| Vítězka    | 58. | 29. říjen 2006    | Linz, Rakousko                             | tvrdý     | Samantha Stosurová     | Katarina Srebotniková Corina Morariuová                        | 6–3, 6–0                |
| Vítězka    | 59. | 5. listopad 2006  | Hasselt, Belgie                            | tvrdý     | Samantha Stosurová     | Jasmin Wöhrová Eleni Daniilidouová                             | 6–2, 6–3                |
| Vítězka    | 60. | 12. listopad 2006 | Turnaj mistryň, Madrid, Španělsko          | tvrdý     | Samantha Stosurová     | Rennae Stubbsová Cara Blacková                                 | 3–6, 6–3, 6–3           |
| Vítězka    | 61. | 4. února 2007     | Tokio, Japonsko                            | koberec   | Samantha Stosurová     | Rennae Stubbsová Vania Kingová                                 | 7–66, 3–6, 7–5          |
| Vítězka    | 62. | 17. března 2007   | Indian Wells, Spojené státy                | tvrdý     | Samantha Stosurová     | Čuang Ťia–žung Čan Jung–žan                                    | 6–3, 7–5                |
| Vítězka    | 63. | 3. dubna 2007     | Miami, Spojené státy                       | tvrdý     | Samantha Stosurová     | Liezel Huberová Cara Blacková                                  | 6–4, 3–6, 10–2          |
| Vítězka    | 64. | 13. května 2007   | Berlín, Německo                            | antuka    | Samantha Stosurová     | Roberta Vinciová Tathiana Garbinová                            | 6–3, 6–4                |
| Vítězka    | 65. | 22. červen 2007   | Eastbourne, Velká Británie                 | tráva     | Samantha Stosurová     | Květa Peschkeová Rennae Stubbsová                              | 6–75, 6–4, 6–3          |
| Finalistka | 27. | 21. říjen 2007    | Curych, Švýcarsko                          | tvrdý     | Francesca Schiavoneová | Rennae Stubbsová Květa Peschkeová                              | 7–5, 7–61               |
| Vítězka    | 66. | 1. březen 2008    | Memphis, Spojené státy                     | tvrdý     | Lindsay Davenportová   | Angela Haynesová Mashona Washingtonová                         | 6–3, 6–1                |
| Finalistka | 28. | 5. červenec 2008  | Wimbledon, Londýn, Velká Británie          | tráva     | Samantha Stosurová     | Serena Williamsová Venus Williamsová                           | 6–2, 6–2                |
| Vítězka    | 67. | 23. srpen 2008    | New Haven, Spojené státy                   | tvrdý     | Květa Peschkeová       | Sorana Cîrsteaová Monica Niculescuová                          | 4–6, 7–5, 10–7          |
| Finalistka | 29. | 7. září 2008      | US Open, New York, Spojené státy           | tvrdý     | Samantha Stosurová     | Cara Blacková Liezel Huberová                                  | 6–3, 7–66               |
| Finalistka | 30. | 21. září 2008     | Tokio, Japonsko                            | tvrdý     | Samantha Stosurová     | Vania Kingová Naďa Petrovová                                   | 6–1, 6–4                |
| Finalistka | 31. | 15. únor 2009     | Paříž, Francie                             | tvrdý     | Květa Peschkeová       | Cara Blacková Liezel Huberová                                  | 6–4, 3–6, 10–4          |
| Finalistka | 32. | 5. duben 2009     | Miami, Spojené státy                       | tvrdý     | Květa Peschkeová       | Světlana Kuzněcovová Amélie Mauresmová                         | 4–6, 6–3, 10–3          |
| Finalistka | 33. | 12. dubna 2009    | Ponte Vedra Beach, Spojené státy           | antuka    | Květa Peschkeová       | Čuang Ťia–žung Sania Mirzaová                                  | 6–3, 4–6, 10–7          |
| Finalistka | 34. | 16. květen 2009   | Madrid, Španělsko                          | antuka    | Květa Peschkeová       | Cara Blacková Liezel Huberová                                  | 4–6, 6–3, 10–6          |
| Vítězka    | 68. | 18. října 2009    | Ósaka, Japonsko                            | tvrdý     | Čuang Ťia–žung         | Chanelle Scheepersová Abigail Spearsová                        | 6–2, 6–4                |
| Vítězka    | 69. | 13. června 2010   | Birmingham, Velká Británie                 | tráva     | Cara Blacková          | Liezel Huberová Bethanie Matteková–Sandsová                    | 6–3, 3–2 skreč          |
| Vítězka    | 70. | 19. června 2010   | Eastbourne, Velká Británie                 | tráva     | Rennae Stubbsová       | Květa Peschkeová Katarina Srebotniková                         | 6–2, 2–6, 13–11         |
| Finalistka | 35. | 8. srpna 2010     | San Diego, Spojené státy                   | tvrdý     | Rennae Stubbsová       | Maria Kirilenková Čeng Ťie                                     | 6–4, 6–4                |
| Finalistka | 36. | 15. srpna 2010    | Cincinnati, Spojené státy                  | tvrdý     | Rennae Stubbsová       | Viktoria Azarenková Maria Kirilenková                          | 7–6(4), 7–6(8)          |
| Finalistka | 37. | 18. června 2011   | Eastbourne, Velká Británie                 | tráva     | Liezel Huberová        | Květa Peschkeová Katarina Srebotniková                         | 6–3, 6–0                |
| Finalistka | 38. | 31. července 2011 | Stanford, Spojené státy                    | tvrdý     | Liezel Huberová        | Viktoria Azarenková Maria Kirilenková                          | 6–1, 6–3                |
| Vítězka    | 71. | 14. srpna 2011    | Toronto, Kanada                            | tvrdý     | Liezel Huberová        | Viktoria Azarenková Maria Kirilenková                          | bez boje                |
| Vítězka    | 72. | 11. září 2011     | US Open, New York, Spojené státy           | tvrdý     | Liezel Huberová        | Vania Kingová Jaroslava Švedovová                              | 4–6, 7–6(7–5), 7–6(7–3) |
| Vítězka    | 73. | 1. října 2011     | Tokio, Japonsko                            | tvrdý     | Liezel Huberová        | Gisela Dulková Flavia Pennettaová                              | 7–6(7–4), 0–6, [10–6]   |
| Vítězka    | 74. | 30. října 2011    | Turnaj mistryň, Istanbul                   | tvrdý     | Liezel Huberová        | Květa Peschkeová Katarina Srebotniková                         | 6–4, 6–4                |
| Finalistka | 39. | 31. ledna 2012    | Sydney, Austrálie                          | tvrdý     | Liezel Huberová        | Květa Peschkeová Katarina Srebotniková                         | 1–6, 6–4, [11–13]       |
| Vítězka    | 75. | 12. února 2012    | Paříž, Francie                             | tvrdý (h) | Liezel Huberová        | Anna–Lena Grönefeldová Petra Martićová                         | 7–6(3), 6–1             |
| Vítězka    | 76. | 19. února 2012    | Dauhá, Katar                               | tvrdý     | Liezel Huberová        | Raquel Kopsová–Jonesová Abigail Spearsová                      | 6–3, 6–1                |
| Vítězka    | 77. | 25. února 2012    | Dubaj, Spojené arabské emiráty             | tvrdý     | Liezel Huberová        | Sania Mirzaová Jelena Vesninová                                | 6–2, 6–1                |
| Vítězka    | 78. | 17. března 2012   | Indian Wells, Spojené státy                | tvrdý     | Liezel Huberová        | Sania Mirzaová Jelena Vesninová                                | 6–2, 6–3                |
| Finalistka | 40. | 18. června 2012   | Birmingham, Velká Británie                 | tráva     | Liezel Huberová        | Tímea Babosová Sie Su–wej                                      | 5–7, 7–6(7–2), [8–10]   |
| Finalistka | 41. | 23. června 2012   | Eastbourne,Velká Británie                  | tráva     | Liezel Huberová        | Nuria Llagosteraová Vivesová María José Martínezová Sánchezová | 4–6 skreč               |
| Vítězka    | 79. | 25. srpna 2012    | New Haven, Spojené státy                   | tvrdý     | Liezel Huberová        | Andrea Hlaváčková Lucie Hradecká                               | 4–6, 6–0, [10–4]        |
| Finalistka | 42. | 31. března 2013   | Miami, Spojené státy                       | tvrdý     | Laura Robsonová        | Naděžda Petrovová Katarina Srebotniková                        | 1–6, 6–7(2–7)           |
| Finalistka | 43. | 11. ledna 2014    | Hobart, Austrálie                          | tvrdý     | Čang Šuaj              | Monica Niculescuová Klára Zakopalová                           | 2–6, 7–6(7–5), [8–10]   |

## Fed Cup
Lisa Raymondová se k dubnu 2009 zúčastnila 15 zápasů týmového Fed Cupu za tým Spojených států amerických s bilancí 3–6 ve dvouhře a 11–3 ve čtyřhře.

## Postavení na žebříčku WTA na konci sezóny

### Dvouhra
| Rok    | 1989 | 1990   | 1991   | 1992  | 1993  | 1994  | 1995  | 1996  | 1997  | 1998  | 1999  | 2000  | 2001  | 2002  | 2003  | 2004  | 2005  | 2006   |
| Pořadí | 438. | ▲ 327. | ▲ 251. | ▲ 76. | ▲ 54. | ▲ 44. | ▲ 20. | ▼ 33. | ▲ 17. | ▼ 27. | ▼ 28. | ▼ 31. | ▲ 22. | ▼ 29. | ▲ 28. | ▼ 30. | ▼ 76. | ▼ 128. |

### Čtyřhra
| Rok    | 2001 | 2002 | 2003 | 2004  | 2005 | 2006 | 2007 | 2008 |
| Pořadí | 1.   | ▼ 3. | ▼ 5. | ▼ 10. | ▲ 3. | ▲ 1. | ▼ 3. | ▼ 8. |